# Gare de Deville
La gare de Deville est une gare ferroviaire française de la ligne de Soissons à Givet, située sur le territoire de la commune de Deville, dans le département des Ardennes en région Grand Est. 
C'est une halte ferroviaire de la Société nationale des chemins de fer français (SNCF), desservie par des trains TER Grand Est.

## Situation ferroviaire
Établie à 137 m d'altitude, la gare de Deville est située au point kilométrique (PK) 163,505 de la ligne de Soissons à Givet, entre les gares de Monthermé et de Laifour.

## Histoire
La gare de Deville est inaugurée le 16 avril 1862 par la Compagnie des chemins de fer des Ardennes lors de la mise en service de la section de Nouzonville à Givet de la ligne de Soissons à Givet.
Le bâtiment voyageurs date de l'ouverture de la ligne, il est notamment identique à ceux des gares de Monthermé et Bogny-sur-Meuse bien que ces dernières soient plus grandes.
Il s'agit d'un bâtiment standard de la Compagnie des Ardennes qui comporte un corps central à étage de trois travées sous toiture à deux versants ainsi que deux ailes symétriques. Il s'agit d'ailes à toit plat, à étage, très courtes et plus étroites que le reste du bâtiment.
Tous les percements recourent à l'arc bombé ; la façade est recouverte d'enduit et comporte des pilastres, bandeaux et encadrements en pierre de taille.

## Fréquentation
Selon les estimations de la SNCF, la fréquentation annuelle de la gare figure dans le tableau ci-dessous.
| Année     | 2015   | 2016   | 2017   | 2018   | 2019   | 2020   | 2021   | 2022   | 2023   | 2024   |
| --------- | ------ | ------ | ------ | ------ | ------ | ------ | ------ | ------ | ------ | ------ |
| Voyageurs | 28 099 | 25 000 | 24 211 | 20 934 | 24 336 | 22 128 | 28 179 | 32 295 | 34 834 | 34 500 |

## Service des voyageurs

### Accueil
Halte SNCF, c'est un point d'arrêt non géré (PANG), à accès libre.

### Desserte
Deville est desservie par des trains TER Grand Est qui circulent entre les gares de Charleville-Mézières et de Givet, via Revin.

## Dans la littérature
Dans le récit souriant d'une épopée touristique au long de Sambre et Meuse recueilli dans Chemins d'eau, Jean Rolin s'extasie devant la succession des gares qui ponctuent son trajet de Givet à Charleville-Mézières (pour lui, chacune « pourrait être celle où débarque le narrateur d'Un balcon en forêt ») et spécialement des panneaux invitant à prendre garde au train croiseur, où il choisit de lire « sans doute une allusion, pour les enfants, à quelque moloch du premier âge industriel ».